# Liste von Burgen, Schlössern und Festungen im Département Hérault
Die Liste von Burgen, Schlössern und Festungen im Département Hérault listet bestehende und abgegangene Anlagen im Département Hérault auf. Das Département zählt zur Region Okzitanien in Frankreich.

Wappen des Départements Hérault (34)
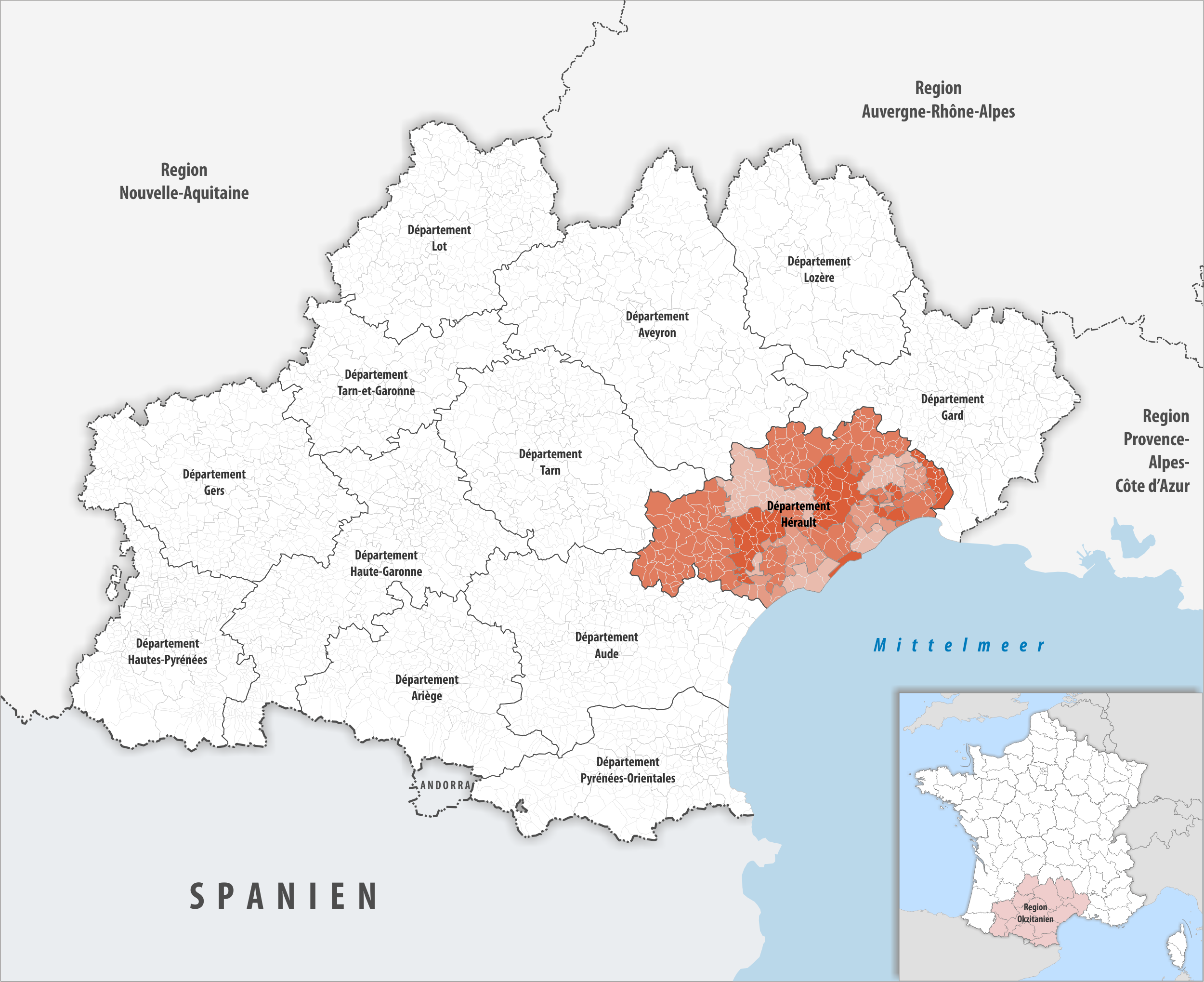
Lage des Départements Hérault in der Region Okzitanien
Lage der Region Okzitanien in Frankreich

## Liste
Bestand am 5. November 2022: 170
| Name deu / fra                                                                | Gemeinde / Lage                               | Typ (Untertyp)         | Bemerkungen | Bild |
| ----------------------------------------------------------------------------- | --------------------------------------------- | ---------------------- | --- | ---- |
| Schloss Agel Château d'Agel                                                   | Agel 43,338227° N, 2,853425° O                | Schloss                | Liegt inmitten des Ortes |      |
| Schloss Alco Château d'Alco                                                   | Montpellier 43,623553° N, 3,837914° O         | Schloss                | Folie montpelliéraine |      |
| Schloss Arboras Château d'Arboras                                             | Arboras 43,710505° N, 3,484983° O             | Schloss                | |      |
| Schloss Les Aresquiers Château des Aresquiers                                 | Vic-la-Gardiole 43,47004° N, 3,810376° O      | Schloss                | Erst Bischofsresidenz, dann Weingut |      |
| Schloss Assas Château d'Assas                                                 | Assas                                         | Schloss                | Folie montpelliéraine |      |
| Schloss Aubaigues Château d'Aubaigues                                         | Saint-Étienne-de-Gourgas                      | Schloss                | |      |
| Burg Aumelas Château d'Aumelas                                                | Aumelas 43,597736° N, 3,608822° O             | Burg                   | Ruine |      |
| Schloss Aumelas Château-Bas d'Aumelas                                         | Aumelas                                       | Schloss                | Klassische Architektur |      |
| Burg Baulx Château de Baulx                                                   | Saint-Jean-de-Buèges                          | Burg                   | Ruine |      |
| Burg Beaufort Château de Beaufort                                             | Beaufort                                      | Burg                   | Feudalarchitektur |      |
| Schloss Bélarga Château de Bélarga                                            | Bélarga                                       | Schloss                | |      |
| Schloss Bionne Château de Bionne                                              | Montpellier                                   | Schloss                | Folie montpelliéraine |      |
| Schloss der Bischöfe von Maguelone Château des évêques de Maguelone           | Murviel-lès-Montpellier                       | Schloss                | Bischofsresidenz |      |
| Schloss La Blaquière Château de la Blaquière                                  | Saint-Jean-de-la-Blaquière                    | Schloss                | Stattliches Haus |      |
| Schloss Bocaud Château de Bocaud                                              | Jacou                                         | Schloss                | Folie montpelliéraine |      |
| Schloss Bon Château Bon                                                       | Montpellier                                   | Schloss                | Folie montpelliéraine |      |
| Schloss Le Bosc Château du Bosc                                               | Mudaison                                      | Schloss                | Neorenaissance-Gebäude |      |
| Schloss Bouloc Château de Bouloc                                              | Ceilhes-et-Rocozels                           | Schloss                | 1964 abgerissen und von einem Stausee geflutet                                                                                            |      |
| Untere Burg Boussagues Château bas de Boussagues                              | La Tour-sur-Orb 43,652006° N, 3,130119° O     | Burg                   | Im Ortskern |      |
| Obere Burg Boussagues Château haut de Boussagues                              | La Tour-sur-Orb 43,652229° N, 3,128723° O     | Burg                   | Ruine am Rand des Ortes |      |
| Schloss Brissac Château de Brissac                                            | Brissac                                       | Schloss                | |      |
| Burg Cabrerolles Château de Cabrerolles                                       | Cabrerolles                                   | Burg                   | Ruine mit Kapelle |      |
| Burg Cabrières Château de Cabrières                                           | Cabrières                                     | Burg                   | Abgegangen |      |
| Schloss Cambous Château de Cambous                                            | Viols-en-Laval                                | Schloss                | Languedoc-Klassizismus |      |
| Schloss Candillargues Château de Candillargues                                | Candillargues                                 | Schloss                | |      |
| Burg Canet Château de Canet                                                   | Canet                                         | Burg                   | Reste einer mittelalterlichen Burg |      |
| Schloss Capestang Château de Capestang (Schloss der Erzbischöfe von Narbonne) | Capestang                                     | Schloss                | Bischofsresidenz |      |
| Schloss Capion Château de Capion                                              | Aniane                                        | Schloss                | Weingut |      |
| Schloss Caravettes Château de Caravettes                                      | Murles                                        | Schloss                | Anwesen und Sitz der Barons de Caravètes                                                                                                  |      |
| Abteischloss Cassan Château de Cassan                                         | Roujan                                        | Schloss (Abtei)        | In der Revolution in ein Schloss umgewandelt                                                                                              |      |
| Herrenhaus Castanier-Rey Maison Castanier-Rey                                 | Mauguio                                       | Schloss (Herrenhaus)   | Bischofsresidenz |      |
| Schloss Castelnau Château de Castelnau                                        | Castelnau-de-Guers                            | Schloss                | Feudalarchitektur |      |
| Schloss Castries Château de Castries                                          | Castries                                      | Schloss                | |      |
| Burg Caunelles Château de Caunelles                                           | Juvignac                                      | Burg                   | Große landwirtschaftliche Burg |      |
| Schloss Cazilhac Château de Cazilhac                                          | Le Bousquet-d’Orb                             | Schloss                | |      |
| Schloss Cazouls Château de Cazouls                                            | Cazouls-d’Hérault                             | Schloss                | Ehemalige Templer-Kommende |      |
| Schloss Ceyras Château de Ceyras                                              | Viols-en-Laval                                | Schloss                | Feudalarchitektur |      |
| Schloss Le Claud Château du Claud                                             | Saint-Jean-de-Védas 43,579° N, 3,8278° O      | Schloss                | Weingut |      |
| Turm Colombières Donjon de Colombières-sur-Orb (Burg Le Battut)               | Colombières-sur-Orb                           | Burg (Turm)            | Ruine, hauptsächlich der Wohnturm (Donjon) ist erhalten                                                                                   |      |
| Schloss Conas Château de Conas                                                | Pézenas                                       | Schloss                | Piscénois-Klassizismus |      |
| Schloss Coujan Château de Coujan                                              | Murviel-lès-Béziers                           | Schloss                | Weingut |      |
| Burg Cournonterral Château de Cournonterral                                   | Cournonterral                                 | Burg                   | Feudalarchitektur |      |
| Schloss Creyssels Château de Creyssels                                        | Mèze                                          | Schloss                | Languedoc-Klassizismus |      |
| Schloss Le Cros Château du Cros                                               | Le Cros                                       | Schloss                | Stattliches Haus |      |
| Burg Cruzy Château de Cruzy                                                   | Cruzy                                         | Burg                   | Im Ortskern |      |
| Schloss La Devèze Château de la Devèze                                        | Vérargues                                     | Schloss (Herrenhaus)   | Languedoc-Klassizismus |      |
| Burg Dio Château de Dio                                                       | Dio-et-Valquières                             | Burg                   | Feudalarchitektur |      |
| Schloss La Dragonne Château de la Dragonne                                    | Béziers                                       | Schloss                | |      |
| Schloss L’Engarran Château de l'Engarran                                      | Lavérune                                      | Schloss                | Folie montpelliéraine |      |
| Burg Esparrou Château d'Esparrou                                              | Les Plans                                     | Burg                   | Ruinen einer Feudalburg |      |
| Schloss Félines Château de Félines                                            | Mèze                                          | Schloss                | Weingut |      |
| Schloss Flaugergues Château de Flaugergues                                    | Montpellier                                   | Schloss                | Folie montpelliéraine |      |
| Schloss Fondouce Château de Fondouce                                          | Pézenas                                       | Schloss                | Neoklassischer Pavillon |      |
| Schloss Fontmagne Château de Fontmagne                                        | Castries                                      | Schloss                | |      |
| Schloss Fos Château de Fos                                                    | Fos                                           | Schloss                | Renaissance-Schloss |      |
| Schloss Fourques Château de Fourques                                          | Juvignac                                      | Schloss                | Weingut |      |
| Schloss Fozières Château de Fozières                                          | Fozières                                      | Schloss                | Stattliches Haus |      |
| Schloss Gardies Château de Gardies                                            | Argelliers                                    | Schloss                | Landwirtschaftliche Domäne |      |
| Schloss La Garenne Château de la Garenne                                      | Poussan                                       | Schloss                | Villa im italienischen Stil |      |
| Schloss Les Gaucelm Château des Gaucelm                                       | Lunel                                         | Schloss                | Renaissance-Gebäude, heute ein Museum |      |
| Burg Le Géant Château du Géant                                                | Saint-Guilhem-le-Désert                       | Burg                   | Ruinen einer Feudalburg |      |
| Burg Gignac Castellas de Gignac (Sarazenenturm, Donjon)                       | Gignac                                        | Burg (Turm)            | Ruine |      |
| Schloss Girard Château de Girard                                              | Mèze                                          | Schloss                | Languedoc-Klassizismus |      |
| Burg Gourgas Château fort de Gourgas                                          | Saint-Étienne-de-Gourgas                      | Burg                   | 1956 teilweise abgerissen |      |
| Schloss Gourgas Château de Gourgas                                            | Saint-Étienne-de-Gourgas                      | Schloss                | |      |
| Schloss Grammont Château de Grammont                                          | Montpellier                                   | Schloss                | Weingut |      |
| Schloss Grandsagnes Château de Grandsagnes                                    | Le Soulié                                     | Schloss                | Befestigte Farm |      |
| Schloss La Grange des Prés Château de la Grange des Prés                      | Pézenas                                       | Schloss                | Neogothische Architektur |      |
| Schloss Grézan Château de Grézan                                              | Laurens                                       | Schloss                | Mittelalterliche Rekonstruktion |      |
| Burg Les Guilhem Château des Guilhem                                          | Clermont-l’Hérault                            | Burg                   | Ruine |      |
| Schloss Jonquières Château de Jonquières                                      | Jonquières                                    | Schloss                | Languedoc-Klassizismus |      |
| Schloss Larcade Château de Larcade                                            | Pouzols                                       | Schloss                | |      |
| Burg Laroque Château de Laroque                                               | Laroque                                       | Burg                   | Feudalarchitektur |      |
| Burg Laroque Château de Laroque                                               | Saint-Étienne-de-Gourgas                      | Burg                   | |      |
| Schloss Larzac Château de Larzac                                              | Pézenas                                       | Schloss                | Languedoc-Klassizismus |      |
| Schloss Latude Château de Latude                                              | Sorbs                                         | Schloss                | Im Weiler Latude |      |
| Schloss Lauroux Château de Lauroux                                            | Lauroux                                       | Schloss                | Bischofsresidenz |      |
| Schloss La Lauze Château de la Lauze                                          | Saint-Jean-de-Védas 43,566606° N, 3,846561° O | Schloss                | Weingut |      |
| Burg Lauzières Château de Lauzières                                           | Octon                                         | Burg                   | Ruinen einer Feudalburg |      |
| Schloss Lavagnac Château de Lavagnac                                          | Montagnac                                     | Schloss                | |      |
| Schloss Lavalette Château de Lavalette                                        | Lavalette                                     | Schloss                | Herrschaftliches Wohngebäude |      |
| Schloss Lavérune Château de Lavérune (Schloss der Bischöfe von Montpellier)   | Lavérune 43,35148° N, 3,481267° O             | Schloss                | Bischofsresidenz |      |
| Schloss Levat Château Levat                                                   | Montpellier                                   | Schloss                | Folie montpelliéraine |      |
| Schloss Lézignan-la-Cèbe Château de Lézignan                                  | Lézignan-la-Cèbe                              | Schloss                | Languedoc-Klassizismus |      |
| Schloss Libouriac Château de Libouriac                                        | Béziers                                       | Schloss                | Pinardier-Schloss |      |
| Schloss Londres Château de Londres                                            | Notre-Dame-de-Londres                         | Schloss                | Languedoc-Klassizismus |      |
| Schloss Loubatières Château de Loubatières                                    | Pézenas                                       | Schloss                | Landwirtschaftliches Schloss |      |
| Schloss Lunas Château de Lunas                                                | Lunas                                         | Schloss                | Stattliches Haus |      |
| Schloss Lunel-Viel Château de Lunel-Viel                                      | Lunel-Viel                                    | Schloss                | Neoklassische Orangerie |      |
| Burg Malavieille Château de Malavieille                                       | Mérifons                                      | Burg                   | Ruinen einer Feudalburg |      |
| Schloss Margon Château de Margon                                              | Margon                                        | Schloss                | |      |
| Schloss Marsillargues Château de Marsillargues                                | Marsillargues                                 | Schloss                | |      |
| Burg Mauguio Motte féodale de Mauguio                                         | Mauguio                                       | Burg (Motte)           | Auf dem ehemaligen Burghügel wurde ein Wasserturm errichtet.                                                                              |      |
| Burg Maureilhan Château de Maureilhan                                         | Maureilhan                                    | Burg                   | |      |
| Burg Mercoirol Château de Mercoirol                                           | Les Aires                                     | Burg                   | Ruinen einer Feudalburg |      |
| Schloss Méric Château de Méric                                                | Castelnau-le-Lez                              | Schloss                | Landwirtschaftliches Schloss |      |
| Burg Minerve Château de Minerve                                               | Minerve                                       | Burg                   | Ruinen einer Feudalburg |      |
| Schloss La Mogère Château de la Mogère                                        | Montpellier                                   | Schloss                | Folie montpelliéraine |      |
| Schloss Montpeyroux Château de Montpeyroux                                    | Montpeyroux                                   | Schloss                | Abgerissen 1791 |      |
| Turm Montady Tour de Montady                                                  | Montady                                       | Burg (Turm)            | Reste einer feudalen Burg |      |
| Burg Montarnaud Château de Montarnaud                                         | Montarnaud                                    | Burg                   | Feudalarchitektur |      |
| Burg Montferrand Château de Montferrand                                       | Saint-Mathieu-de-Tréviers                     | Burg                   | Ruinen einer Feudalburg |      |
| Schloss Montferrier Château de Montferrier                                    | Montferrier-sur-Lez                           | Schloss                | Neoklassisches Gebäude |      |
| Burg Montlaur Château de Montlaur                                             | Montaud                                       | Burg                   | Ruinen einer Feudalburg |      |
| Schloss Montlaur Château de Montlaur                                          | Murles                                        | Schloss                | Feudalarchitektur |      |
| Schloss Malbois Château de Malbois                                            | Poussan                                       | Schloss                | |      |
| Schloss Montlaur Château Montlaur                                             | Poussan                                       | Schloss                | Herrschaftliches Wohngebäude |      |
| Burg Montpeyroux Castellas de Montpeyroux                                     | Montpeyroux                                   | Burg                   | Ruinen einer Feudalburg |      |
| Schloss Montpezat Château de Montpezat                                        | Pézenas                                       | Schloss                | Neogothische Architektur |      |
| Schloss La Mosson Château de la Mosson                                        | Montpellier                                   | Schloss                | Folie montpelliéraine |      |
| Burg Mourèze Château de Mourèze                                               | Mourèze                                       | Burg                   | Ruinen einer Feudalburg |      |
| Burg Murles Château de Murles                                                 | Murles                                        | Burg                   | Ruinen einer Feudalburg |      |
| Schloss Murviel Château de Murviel                                            | Murviel-lès-Béziers                           | Schloss                | Feudalarchitektur, heute das Rathaus (Mairie)                                                                                             |      |
| Schloss Mus Château de Mus                                                    | Murviel-lès-Béziers                           | Schloss                | Pinardier-Schloss |      |
| Burg Nizas Château de Nizas                                                   | Nizas                                         | Burg                   | Klassische Architektur |      |
| Schloss Ô Château d'Ô                                                         | Montpellier                                   | Schloss                | Folie montpelliéraine |      |
| Schloss Le Parc Château du Parc                                               | Pézenas                                       | Schloss                | Gemischte Architektur |      |
| Schloss Pardailhan Château de Pardailhan                                      | Pardailhan                                    | Schloss                | Stattliches Haus |      |
| Burg Parlatges Château de Parlatges                                           | Saint-Pierre-de-la-Fage                       | Burg                   | Ruine |      |
| Schloss Pégairolles Château de Pégairolles                                    | Pégairolles-de-l’Escalette                    | Schloss                | Feudalarchitektur |      |
| Schloss Perdiguier Château de Perdiguier                                      | Maraussan                                     | Schloss                | |      |
| Schloss Peyrat Hôtel de Peyrat                                                | Pézenas                                       | Schloss (Hôtel)        | Mit dem Tour de Pézenas, auch Sitz des Tourismus-Büros                                                                                    |      |
| Schloss Peyrat Château de Peyrat                                              | Tourbes                                       | Schloss                | Languedoc-Klassizismus |      |
| Schloss Pézenas Château de Pézenas                                            | Pézenas                                       | Schloss                | Eingangsportal und Reste des Kellers |      |
| Schloss Pézènes Château de Pézènes                                            | Pézènes-les-Mines                             | Schloss                | Feudalarchitektur |      |
| Schloss Pignan Château de Pignan (Château Turenne)                            | Pignan                                        | Schloss                | |      |
| Schloss La Piscine Château de la Piscine                                      | Montpellier                                   | Schloss                | Folie montpelliéraine |      |
| Schloss Popian Château de Popian                                              | Popian                                        | Schloss                | Architecture méridionale |      |
| Schloss Poussan-le-Haut Château de Poussan-le-Haut                            | Béziers                                       | Schloss                | Herrschaftliches Wohngebäude |      |
| Schloss Pouzolles Château de Pouzolles                                        | Pouzolles                                     | Schloss                | Languedoc-Klassizismus |      |
| Burg Pouzols Remparts de Pouzols                                              | Pouzols                                       | Burg (Ortsbefestigung) | |      |
| Schloss Preignes-le-Vieux Château de Preignes-le-Vieux                        | Vias                                          | Schloss                | Herrschaftliches Wohngebäude |      |
| Burg Le Puech Château du Puech                                                | Le Puech                                      | Burg                   | |      |
| Schloss Puilacher Château de Puilacher                                        | Puilacher                                     | Schloss                | Herrschaftliches Wohngebäude |      |
| Burg Puimisson Château de Puimisson                                           | Puimisson                                     | Burg                   | Die örtliche Burg erhebt sich inmitten des als Runddorf gestalteten Ortszentrums und ist von eng aneinander geschmiegten Häusern umgeben. |      |
| Schloss Puissalicon Château de Puissalicon                                    | Puissalicon                                   | Schloss                | Feudalarchitektur |      |
| Schloss Restinclières Château de Restinclières                                | Prades-le-Lez                                 | Schloss                | Folie montpelliéraine |      |
| Schloss Ribaute Château de Ribaute                                            | Lieuran-lès-Béziers                           | Schloss                | Stattliches Haus |      |
| Burg Roc Castel Roc Castel                                                    | Le Caylar                                     | Burg                   | Ruine einer Höhenburg aus dem 12. Jahrhundert, eine Kapelle ist noch erhalten                                                             |      |
| Schloss Roquelune Château de Roquelune                                        | Pézenas                                       | Schloss                | |      |
| Burg Roquessels Château de Roquessels                                         | Roquessels                                    | Burg                   | Ruine, die Kapelle ist erhalten |      |
| Burg La Roquette Château de la Roquette (Château de Viviourès)                | Rouet                                         | Burg                   | Ruinen einer Feudalburg |      |
| Schloss Saint-Bauzille Château Saint-Bauzille                                 | Béziers                                       | Schloss                | Pinardier-Schloss |      |
| Schloss Saint-Bauzille Château de Saint-Bauzille                              | Saint-Bauzille-de-Putois                      | Schloss                | |      |
| Schloss Saint-Geniès Château de Saint-Geniès                                  | Saint-Geniès-de-Fontedit                      | Schloss                | Stattliches Haus |      |
| Schloss Saint-Guiraud Château de Saint-Guiraud                                | Saint-Guiraud                                 | Schloss                | |      |
| Turm Saint-Jean-d’Aureilhan Tour de Saint-Jean-d'Aureilhan                    | Béziers                                       | Schloss (Turm)         | Pinardier-Schloss im neo-gothischen Stil                                                                                                  |      |
| Burg Saint-Jean-de-Bébian Domaine de Saint-Jean-de-Bébian                     | Pézenas                                       | Burg                   | Große landwirtschaftliche Burg |      |
| Schloss Saint-Jean-de-Védas Château de Saint-Jean-de-Védas                    | Saint-Jean-de-Védas 43,577641° N, 3,825929° O | Schloss                | Stattliches Haus |      |
| Schloss Saint-Julien Château de Saint-Julien                                  | Pézenas                                       | Schloss                | Piscénois-Klassizismus |      |
| Schloss Saint-Martin Château de Saint-Martin                                  | La Vacquerie                                  | Schloss                | |      |
| Schloss Saint-Martin-de-Graves Château de Saint-Martin-de-Graves              | Pézenas                                       | Schloss                | Schloss im Neurenaissance-Stil |      |
| Schloss Saint-Martin-du-Vignogoul Château de Saint-Martin-du-Vignogoul        | Pignan                                        | Schloss                | |      |
| Schloss Saint-Maurice Château de Saint-Maurice                                | Saint-Maurice-Navacelles                      | Schloss                | |      |
| Burg Saint-Michel Château de Saint-Michel                                     | Saint-Michel                                  | Burg                   | Ruine |      |
| Schloss Saint-Pargoire Château de Saint-Pargoire                              | Saint-Pargoire                                | Schloss                | |      |
| Schloss Saint-Privat Château de Saint-Privat                                  | Saint-Privat                                  | Schloss                | |      |
| Schloss Savignac-le-Haut Château de Savignac-le-Haut                          | Cazouls-lès-Béziers                           | Schloss                | Stattliches Haus |      |
| Schloss Sériège Château de Sériège                                            | Cruzy                                         | Schloss                | Weingut |      |
| Schloss Sorbs Château de Sorbs                                                | Sorbs                                         | Schloss                | Stattliches Haus |      |
| Burg Soubès Château de Soubès                                                 | Soubès                                        | Burg                   | Feudalarchitektur |      |
| Schloss Le Terral Château du Terral                                           | Saint-Jean-de-Védas 43,585045° N, 3,82999° O  | Schloss                | War Bischofsresidenz, beherbergt heute das Theater Chai du Terral                                                                         |      |
| Schloss La Tour Château de la Tour                                            | Montady                                       | Schloss                | Pinardier-Schloss |      |
| Schloss Tressan Château de Tressan                                            | Tressan                                       | Schloss                | Herrschaftliche Domäne |      |
| Schloss Usclas-du-Bosc Château d'Usclas-du-Bosc                               | Usclas-du-Bosc                                | Schloss                | Herrschaftliche Domäne |      |
| Schloss Vendres Château de Vendres                                            | Vendres                                       | Schloss                | Angebliche Festung von Guy de Lévis |      |
| Schloss Verchant Château de Verchant                                          | Castelnau-le-Lez                              | Schloss                | Folie montpelliéraine |      |
| Schloss Le Vieux Mujolan Château du Vieux Mujolan                             | Fabrègues                                     | Schloss                | Feudalarchitektur |      |
| Schloss Le Villarel Château du Villarel                                       | Brissac                                       | Schloss                | Architecture Second Empire |      |
| Schloss Vista Allegre Chateau Vista Allegre                                   | Saint-Jean-de-Védas 43,579396° N, 3,825316° O | Schloss                | |      |